# 34047 Gloria
34047 Gloria este o planetă minoră (asteroid), cu un diametru de 2,594 km, din centura de asteroizi. A fost descoperită pe 30 iulie 2000 la Experimental Test Site⁠(d) de Lincoln Near-Earth Asteroid Research. 
Obiectul prezintă o orbită caracterizată de o semiaxă mare de 2,3979114 UAi, o excentricitate de 0,13, o înclinație de 5,32843 ° în raport cu ecliptica.